# Njupeskär
Njupeskär er et vandfald i den nordvestlige del af Dalarna i Sverige. Det ligger ca. 30 km vest for den lille by Särna og tæt ved den norske grænse i Fulufjället Nationalpark.
Vandfaldet er 93 meter og dermed Sveriges højeste.
Njupeskär var allerede i slutningen af 1800-tallet et yndet turistmål.

## Billeder
- Wikimedia Commons har flere filer relateret til Njupeskär

61°38′10″N 12°41′18″Ø / 61.6361°N 12.6883°Ø